# Arman FK Kentaw
Arman FK Kentaw (Kazachs Арман ФК Кентау) was een voetbalclub in Kazachstan.
De club werd al in 1968 opgericht onder de naam Gornjak FK Kentau (Russisch ФК Горняк Кентау). Toen Kazachstan in 1991 onafhankelijk werd en het daaropvolgende jaar een eigen competitie startte, koos de clubleiding ervoor om de naam te veranderen in Arman FK Kentaw), waarschijnlijk om verwarring met Gornyak FK Xromtaw te voorkomen. Na één seizoen was het avontuur in de Kazachse Topdivisie echter alweer voorbij.
Met het sluiten van de mijnen en het daaropvolgende wegtrekken van massa's mensen uit de pas in 1955 gestichte stad Kentaw had de club geen toekomst meer; zodat ze  kort na de degradatie in 1993 werd opgeheven.

## Erelijst
-

## Historie in dePremjer-Liga
| Jaar | Competitie | Prestatie                                                                           | (Naam) |
| ---- | ---------- | ----------------------------------------------------------------------------------- | ------ |
| 1992 | Topdivisie | 11de plaats in voorrondegroep A, 22ste (8ste) in de degradatiegroep en gedegradeerd |        |
| 1993 | Topdivisie |                                                                                     |        |

## Naamsveranderingen
Alle naamswijzigingen van de club op een rijtje:
| Jaar (Datum) | Nieuwe naam (Russisch: Nederlandse transcriptie) (Kazachs: Qaydar-transcriptie) | Nieuwe Russische naam (t/m 1991) | Nieuwe Kazachse naam (vanaf 1992) |
| ------------ | ------------------------------------------------------------------------------- | -------------------------------- | --------------------------------- |
| 1968         | FK Gornjak Kentau                                                               | ФК Горняк Кентау                 |                                   |
| 1992         | Arman FK Kentaw                                                                 |                                  | Арман ФК Кентау                   |

Premjer-Liga · 
birinşi lïgası ·
Beker van Kazachstan · 
Supercup van Kazachstan

Kazachse deelnemers aan de AFC-toernooien · 
Kazachse deelnemers aan de UEFA-toernooien

Kazachse voetbalbond · 
Kazachs voetbalelftal